# Rangliste des deutschen Fußballs/1950er
Dieser Artikel gibt eine Übersicht über die Historie der Rangliste des deutschen Fußballs des kicker-Sportmagazins in der Zeit von 1955 bis 1959.

## Chronik der 1950er Jahre
Erläuterung: Die Flagge vor dem Spielernamen gibt die Staatsbürgerschaft des Spielers an bzw. (bei doppelter Staatsbürgerschaft oder nach einem Wechsel der Staatsbürgerschaft) die Nationalmannschaft, für die der Spieler zum Zeitpunkt des Erscheinens der Rangliste spielte oder spielberechtigt war. Ist keine Flagge vor dem Namen eingefügt, so hatte der betreffende Spieler zum Zeitpunkt des Erscheinens der Rangliste die deutsche Staatsbürgerschaft.

### 1955
Veröffentlicht in der kicker-Ausgabe vom 2. Januar 1956 (1/1956). Die Rangliste bewertet das gesamte Jahr 1955.
| Position      | Weltklasse                                                          | Internationale Klasse                                                                                 | Auf dem Sprung nach oben |
| ------------- | ------------------------------------------------------------------- | --- | --- |
| Torhüter      | Fritz Herkenrath (Rot-Weiss Essen)                                  | Heinrich Kwiatkowski (Borussia Dortmund) Heinz Kubsch (FK Pirmasens)                                  | Manfred Orzessek (FC Schalke 04) Egon Loy (Eintracht Frankfurt) Günter Sawitzki (SV Sodingen) Reinhold Grunert (Borussia Mönchengladbach)                            |
| Verteidiger   | -                                                                   | Josef Posipal (Hamburger SV) Karl Schmidt (1. FC Kaiserslautern) Erich Juskowiak (Fortuna Düsseldorf) | Hermann Höfer (Eintracht Frankfurt) Erich Kaniber (Würzburger Kickers) Herbert Sandmann (Borussia Dortmund) Leo Konopczynski (SV Sodingen)                           |
| Stopper       | Werner Liebrich (1. FC Kaiserslautern) Josef Posipal (Hamburger SV) | Rudolf Hoffmann (Viktoria Aschaffenburg)                                                              | Ludwig Landerer (FC Bayern München) Hermann Höfer (Eintracht Frankfurt)                                                                                              |
| Außenläufer   | Horst Eckel (1. FC Kaiserslautern)                                  | Karl Mai (SpVgg Fürth) Gerhard Harpers (SV Sodingen) Josef Röhrig (1. FC Köln)                        | Herbert Dörner (1. FC Köln) Heinz Ruppenstein (Karlsruher SC) Karl Hoffmann (Fortuna Düsseldorf) Walter Heckmann (VfR Mannheim) Wolfgang Simon (VfB Stuttgart)       |
| Halbstürmer   | Fritz Walter (1. FC Kaiserslautern)                                 | Josef Röhrig (1. FC Köln) Max Morlock (1. FC Nürnberg) Georg Stollenwerk (1. FC Köln)                 | Willi Schröder (Werder Bremen) Ulrich Biesinger (BC Augsburg) Hans Neuschäfer (Viktoria Aschaffenburg) Theodor Laumann (VfR Mannheim)                                |
| Rechtsaußen   | -                                                                   | Helmut Rahn (Rot-Weiss Essen) Bernhard Klodt (FC Schalke 04)                                          | Erwin Waldner (VfB Stuttgart) Engelbert Kraus (Kickers Offenbach) Gerhard Kaufhold (Kickers Offenbach) Helmut Wagner (1. FC Nürnberg)                                |
| Linksaußen    | -                                                                   | Hans Schäfer (1. FC Köln) Richard Herrmann (FSV Frankfurt)                                            | Erich Haase (Werder Bremen) Erwin Waldner (VfB Stuttgart) |
| Mittelstürmer | -                                                                   | Ottmar Walter (1. FC Kaiserslautern) Uwe Seeler (Hamburger SV)                                        | Willi Schröder (Werder Bremen) Ulrich Biesinger (BC Augsburg) Ernst-Otto Meyer (VfR Mannheim) Lothar Grziwok (SSV Reutlingen 05) Engelbert Kraus (Kickers Offenbach) |

### Sommer 1956
Veröffentlicht in der kicker-Ausgabe vom 9. Juli 1956 (28/1956). Die Rangliste bewertet das erste Halbjahr 1956.
| Position      | Weltklasse | Internationale Klasse | Weitere Nationalelf-Kandidaten |
| ------------- | ---------- | --- | --- |
| Torhüter      | -          | Fritz Herkenrath (Rot-Weiss Essen) Bert Trautmann (Manchester City) Heinrich Kwiatkowski (Borussia Dortmund) Günter Sawitzki (SV Sodingen)                       | Heinz Kubsch (FK Pirmasens) Manfred Orzessek (FC Schalke 04) Albert Görtz (Düsseldorfer SC 99) |
| Verteidiger   | -          | Josef Posipal (Hamburger SV) Erich Juskowiak (Fortuna Düsseldorf) Herbert Erhardt (SpVgg Fürth) Karl Schmidt (1. FC Kaiserslautern) Erich Retter (VfB Stuttgart) | Hermann Höfer (Eintracht Frankfurt) Erich Kaniber (Würzburger Kickers) Herbert Sandmann (Borussia Dortmund) Fritz Laband (Hamburger SV) |
| Stopper       | -          | Werner Liebrich (1. FC Kaiserslautern) Josef Posipal (Hamburger SV) Robert Schlienz (VfB Stuttgart) Heinz Wewers (Rot-Weiss Essen)                               | Rudolf Hoffmann (Viktoria Aschaffenburg) Ludwig Landerer (FC Bayern München) Willi Koll (Duisburger SpV) |
| Außenläufer   | -          | Horst Eckel (1. FC Kaiserslautern) Herbert Dörner (1. FC Köln) Karl Mai (SpVgg Fürth) Gerhard Harpers (SV Sodingen) Josef Röhrig (1. FC Köln)                    | Karl Schmidt (1. FC Kaiserslautern) Kurt Clemens (SV Saar 05 Saarbrücken) Horst Szymaniak (Wuppertaler SV) Helmut Bracht (Borussia Dortmund) Elwin Schlebrowski (Borussia Dortmund) Erwin Harkener (FC Schalke 04)                                                                        |
| Halbstürmer   | -          | Fritz Walter (1. FC Kaiserslautern) Alfred Pfaff (Eintracht Frankfurt) Willi Schröder (Werder Bremen) Josef Röhrig (1. FC Köln) Max Morlock (1. FC Nürnberg)     | Alfred Preißler (Borussia Dortmund) Klaus Stürmer (Hamburger SV) Hans Neuschäfer (Viktoria Aschaffenburg) Theodor Laumann (VfR Mannheim) Alfred Niepieklo (Borussia Dortmund) Helmut Faeder (Hertha BSC) Horst Buhtz (FC Turin) Jürgen Sanmann (FC Basel) Reinhold Jackstell (SCO Angers) |
| Rechtsaußen   | -          | Helmut Rahn (Rot-Weiss Essen) Bernhard Klodt (FC Schalke 04) | Erwin Waldner (VfB Stuttgart) Engelbert Kraus (Kickers Offenbach) Gerhard Siedl (1. FC Saarbrücken) Erich Bäumler (Eintracht Frankfurt) Matthias Mauritz (Fortuna Düsseldorf) Walter Müller (1. FC Köln)                                                                                  |
| Linksaußen    | -          | Heinz Vollmar (SV St. Ingbert) Hans Schäfer (1. FC Köln) | Theo Schönhöft (VfL Osnabrück) Bernhard Termath (Karlsruher SC) Richard Herrmann (FSV Frankfurt) |
| Mittelstürmer | -          | Ulrich Biesinger (BC Augsburg) Ottmar Walter (1. FC Kaiserslautern) Uwe Seeler (Hamburger SV)                                                                    | Alfred Kelbassa (Borussia Dortmund) Georg Stollenwerk (1. FC Köln) |

### Winter 1956/57
Veröffentlicht in der kicker-Ausgabe vom 7. Januar 1957 (1/1957). Die Rangliste bewertet das zweite Halbjahr 1956.
| Position      | Weltklasse | Internationale Klasse                                                                                  | Im weiteren Kreis der Nationalelf |
| ------------- | ---------- | --- | --- |
| Torhüter      | -          | Fritz Herkenrath (Rot-Weiss Essen)                                                                     | Hans Tilkowski (Westfalia Herne) Heinrich Kwiatkowski (Borussia Dortmund) Heinz Kubsch (FK Pirmasens) Albert Görtz (Düsseldorfer SC 99) Josef Broden (Duisburger SpV) Gerhard Wittke (SV Arminia Hannover)                                |
| Verteidiger   | -          | Karl Schmidt (1. FC Kaiserslautern) Erich Juskowiak (Fortuna Düsseldorf) Herbert Erhardt (SpVgg Fürth) | Willi Gerdau (Heider SV) Hermann Höfer (Eintracht Frankfurt) Josef Posipal (Hamburger SV) Hans Weskamp (Duisburger SpV) Werner Hesse (Karlsruher SC) Albert Keck (1. FC Saarbrücken) Georg Stollenwerk (1. FC Köln)                       |
| Stopper       | -          | Heinz Wewers (Rot-Weiss Essen)                                                                         | Rudolf Hoffmann (Viktoria Aschaffenburg) Günter Graetsch (SpVgg Herten) Werner Hesse (Karlsruher SC) Josef Posipal (Hamburger SV) |
| Außenläufer   | -          | Horst Szymaniak (Wuppertaler SV) Horst Eckel (1. FC Kaiserslautern)                                    | Karl Mai (SpVgg Fürth) Elwin Schlebrowski (Borussia Dortmund) Fritz Semmelmann (SpVgg Bayreuth) Karl-Heinz Borutta (FC Schalke 04) Helmut Jagielski (FC Schalke 04) Herbert Dörner (1. FC Köln)                                           |
| Halbstürmer   | -          | Fritz Walter (1. FC Kaiserslautern) Willi Schröder (Werder Bremen) Rolf Geiger (Stuttgarter Kickers)   | Jakob Miltz (TuS Neuendorf) Alfred Pfaff (Eintracht Frankfurt) Aki Schmidt (Borussia Dortmund) Klaus Stürmer (Hamburger SV) Herbert Schäfer (Sportfreunde Siegen) Albert Brülls (Borussia Mönchengladbach) Theodor Laumann (VfR Mannheim) |
| Rechtsaußen   | -          | - | Erwin Waldner (VfB Stuttgart) Wolfgang Peters (Borussia Dortmund) Max Schmid (1. FC Nürnberg) Hans Pfeiffer (1. FC Köln) Bernhard Klodt (FC Schalke 04) Matthias Mauritz (Fortuna Düsseldorf)                                             |
| Linksaußen    | -          | - | Heinz Vollmar (SV St. Ingbert) Hans Schäfer (1. FC Köln) |
| Mittelstürmer | -          | Alfred Kelbassa (Borussia Dortmund)                                                                    | Ottmar Walter (1. FC Kaiserslautern) Ulrich Biesinger (BC Augsburg) Heinz Bohnes (Meidericher SV) Uwe Seeler (Hamburger SV) Hans Neuschäfer (Fortuna Düsseldorf)                                                                          |

### Sommer 1957
Veröffentlicht in der kicker-Ausgabe vom 8. Juli 1957 (27/1957). Die Rangliste bewertet das erste Halbjahr 1957.
| Position      | Weltklasse                       | Internationale Klasse | Im weiteren Kreis der Nationalelf |
| ------------- | -------------------------------- | --- | --- |
| Torhüter      | -                                | Hans Tilkowski (Westfalia Herne) Günter Sawitzki (VfB Stuttgart) Fritz Herkenrath (Rot-Weiss Essen)                                 | Fritz Ewert (1. FC Köln) Albert Görtz (Fortuna Düsseldorf) Heinrich Kwiatkowski (Borussia Dortmund) Horst Schnoor (Hamburger SV) |
| Verteidiger   | -                                | Erich Juskowiak (Fortuna Düsseldorf)                                                                                                | Karl Schmidt (1. FC Kaiserslautern) Herbert Erhardt (SpVgg Fürth) Herbert Sandmann (Borussia Dortmund) Albert Keck (1. FC Saarbrücken) Karl-Heinz Schnellinger (SG Düren 99) Hermann Höfer (Eintracht Frankfurt) Walter Zastrau (Rot-Weiss Essen) Josef Posipal (Hamburger SV)                       |
| Stopper       | -                                | - | Rudolf Hoffmann (Viktoria Aschaffenburg) Werner Liebrich (1. FC Kaiserslautern) Heinz Wewers (Rot-Weiss Essen) Herbert Schäfer (Sportfreunde Siegen) Günter Graetsch (SpVgg Herten) Georg Stollenwerk (1. FC Köln) Willi Koll (Duisburger SpV) Willi Gerdau (Heider SV) Werner Hesse (Karlsruher SC) |
| Außenläufer   | Horst Szymaniak (Wuppertaler SV) | Horst Eckel (1. FC Kaiserslautern)                                                                                                  | Karl Mai (SpVgg Fürth) Karl-Heinz Borutta (FC Schalke 04) Helmut Bracht (Borussia Dortmund) Hans Sturm (1. FC Köln) Fritz Semmelmann (SpVgg Bayreuth) Elwin Schlebrowski (Borussia Dortmund) Helmut Jagielski (FC Schalke 04)                                                                        |
| Halbstürmer   | -                                | Willi Schröder (Werder Bremen) Fritz Walter (1. FC Kaiserslautern) Max Morlock (1. FC Nürnberg) Alfred Preißler (Borussia Dortmund) | Aki Schmidt (Borussia Dortmund) Klaus Stürmer (Hamburger SV) Theodor Bergmeier (VfL Bochum) Ulrich Biesinger (BC Augsburg) Ernst Zägel (1. FC Saarbrücken) Ferdinand Börstler (TSV 1860 München) Rolf Geiger (Stuttgarter Kickers) Helmut Faeder (Hertha BSC)                                        |
| Rechtsaußen   | -                                | - | Helmut Rahn (Rot-Weiss Essen) Erwin Waldner (VfB Stuttgart) Wolfgang Peters (Borussia Dortmund) Gerhard Siedl (FC Bayern München) Bernhard Klodt (FC Schalke 04) Heinz Evers (VfL Benrath) Max Schmid (1. FC Nürnberg)                                                                               |
| Linksaußen    | -                                | - | Heinz Vollmar (SV St. Ingbert) Hans Schäfer (1. FC Köln) Johann Auernhammer (TSV 1860 München) Gerhard Cyliax (Preußen Münster) Hermann Nazarenus (Kickers Offenbach) |
| Mittelstürmer | -                                | - | Alfred Kelbassa (Borussia Dortmund) Engelbert Kraus (Kickers Offenbach) Uwe Seeler (Hamburger SV) |

### Winter 1957/58
Veröffentlicht in der kicker-Ausgabe vom 30. Dezember 1957 (52/1957). Die Rangliste bewertet das zweite Halbjahr 1957.
| Position      | Weltklasse                       | Internationale Klasse | Im weiteren Kreis der Nationalelf |
| ------------- | -------------------------------- | --- | --- |
| Torhüter      | -                                | Fritz Herkenrath (Rot-Weiss Essen) Günter Sawitzki (VfB Stuttgart) Hans Tilkowski (Westfalia Herne) Heinrich Kwiatkowski (Borussia Dortmund) | Heinz Kubsch (FK Pirmasens) Klaus Basikow (BFC Südring) Horst Schnoor (Hamburger SV) |
| Verteidiger   | -                                | Erich Juskowiak (Fortuna Düsseldorf) Herbert Erhardt (SpVgg Fürth)                                                                           | Georg Stollenwerk (1. FC Köln) Herbert Sandmann (Borussia Dortmund) Karl Schmidt (1. FC Kaiserslautern) Leo Konopczynski (SV Sodingen) Heini Lutz (Ludwigshafener SC) Erich Retter (VfB Stuttgart)                                                                                       |
| Stopper       | -                                | Heinz Wewers (Rot-Weiss Essen) | Günter Jäger (Fortuna Düsseldorf) Willi Koll (Duisburger SpV) Hermann Laag (FK Pirmasens) Otto Laszig (FC Schalke 04) Hermann Nuber (Kickers Offenbach) Josef Posipal (Hamburger SV) Herbert Schäfer (Sportfreunde Siegen) Karl-Heinz Schnellinger (SG Düren 99) Hans Sturm (1. FC Köln) |
| Außenläufer   | Horst Szymaniak (Wuppertaler SV) | Horst Eckel (1. FC Kaiserslautern) | Karl Mai (SpVgg Fürth) Karl-Heinz Borutta (FC Schalke 04) Helmut Bracht (Borussia Dortmund) Elwin Schlebrowski (Borussia Dortmund) Willi Krämer (Alemannia Aachen) Hans Weilbächer (Eintracht Frankfurt) Günter Mühlenbock (1. FC Köln) Gerhard Harpers (Fortuna Düsseldorf)             |
| Halbstürmer   | -                                | Fritz Walter (1. FC Kaiserslautern) Aki Schmidt (Borussia Dortmund) Willi Schröder (Werder Bremen) Hans Schäfer (1. FC Köln)                 | Willi Soya (FC Schalke 04) Klaus Matischak (VfB Bottrop) Michael Pfeiffer (Alemannia Aachen) Max Morlock (1. FC Nürnberg) Klaus Stürmer (Hamburger SV) Ernst Zägel (1. FC Saarbrücken) Günter Herrmann (Eintracht Trier) Helmut Faeder (Hertha BSC)                                      |
| Rechtsaußen   | -                                | Wolfgang Peters (Borussia Dortmund) | Bernhard Klodt (FC Schalke 04) Erwin Waldner (VfB Stuttgart) Willi Koslowski (FC Schalke 04) Hans Cieslarczyk (SV Sodingen) Engelbert Kraus (Kickers Offenbach) Helmut Rahn (Rot-Weiss Essen)                                                                                            |
| Linksaußen    | -                                | - | Hans Schäfer (1. FC Köln) Bernhard Klodt (FC Schalke 04) Heinz Vollmar (SV St. Ingbert) Hans Cieslarczyk (SV Sodingen) |
| Mittelstürmer | -                                | Alfred Kelbassa (Borussia Dortmund) | Ulrich Biesinger (BC Augsburg) Uwe Seeler (Hamburger SV) Gerhard Pörschke (Minerva 93 Berlin) Rudolf Kölbl (TSV 1860 München) |

### 1958
Veröffentlicht in der kicker-Ausgabe vom 29. Dezember 1958 (52/1958). Die Rangliste bewertet das gesamte Jahr 1958, da im Sommer aufgrund der WM 1958 keine Bewertung erfolgt ist.
| Position      | Weltklasse                           | Internationale Klasse | Im weiteren Kreis der Nationalelf |
| ------------- | ------------------------------------ | --- | --- |
| Torhüter      | -                                    | Fritz Herkenrath (Rot-Weiss Essen) Hans Tilkowski (Westfalia Herne) Günter Sawitzki (VfB Stuttgart) Heinrich Kwiatkowski (Borussia Dortmund)                                       | Heinz Kubsch (FK Pirmasens) Otmar Groh (Viktoria Aschaffenburg) Fritz Ewert (1. FC Köln) |
| Verteidiger   | Erich Juskowiak (Fortuna Düsseldorf) | Georg Stollenwerk (1. FC Köln) | Karl-Heinz Schnellinger (1. FC Köln) Walter Zastrau (Rot-Weiss Essen) Alfred Schultheis (Kickers Offenbach) Karl Schmidt (1. FC Kaiserslautern)                                                                            |
| Stopper       | -                                    | Herbert Erhardt (SpVgg Fürth) | - |
| Außenläufer   | Horst Szymaniak (Wuppertaler SV)     | Aki Schmidt (Borussia Dortmund) Horst Eckel (1. FC Kaiserslautern) | Helmut Benthaus (Westfalia Herne) Heinz Kördell (FC Schalke 04) Karl Mai (FC Bayern München) Hans Sturm (1. FC Köln) Hans Weilbächer (Eintracht Frankfurt) Karl-Heinz Borutta (FC Schalke 04) Jürgen Werner (Hamburger SV) |
| Halbstürmer   | -                                    | Fritz Walter (1. FC Kaiserslautern) Aki Schmidt (Borussia Dortmund) Helmut Haller (BC Augsburg) Hans Schäfer (1. FC Köln) Rolf Geiger (VfB Stuttgart) Max Morlock (1. FC Nürnberg) | Hans Sturm (1. FC Köln) Helmut Kapitulski (FK Pirmasens) Ernst Zägel (1. FC Saarbrücken) Helmut Faeder (Hertha BSC) Klaus Stürmer (Hamburger SV) Reinhard Knöfel (Spandauer SV) Günter Herrmann (Karlsruher SC)            |
| Rechtsaußen   | Helmut Rahn (Rot-Weiss Essen)        | - | Erwin Waldner (VfB Stuttgart) Bernhard Klodt (FC Schalke 04) Willi Koslowski (FC Schalke 04) Engelbert Kraus (Kickers Offenbach)                                                                                           |
| Linksaußen    | -                                    | Helmut Rahn (Rot-Weiss Essen) | Hans Schäfer (1. FC Köln) Bernhard Klodt (FC Schalke 04) Hans Cieslarczyk (Borussia Dortmund) Helmut Kapitulski (FK Pirmasens) Helmut Fendel (1. FC Köln) Theo Klöckner (Schwarz-Weiß Essen)                               |
| Mittelstürmer | -                                    | Uwe Seeler (Hamburger SV) | Ulrich Biesinger (BC Augsburg) Alfred Kelbassa (Borussia Dortmund) Klaus Matischak (Karlsruher SC) |

### Sommer 1959
Veröffentlicht in der kicker-Ausgabe vom 10. August 1959 (32/1959). Die Rangliste bewertet das erste Halbjahr 1959.
| Position      | Weltklasse                           | Internationale Klasse | Im weiteren Kreis der Nationalelf |
| ------------- | ------------------------------------ | --- | --- |
| Torhüter      | -                                    | Hans Tilkowski (Westfalia Herne) Fritz Ewert (1. FC Köln) Fritz Herkenrath (Rot-Weiss Essen) Günter Sawitzki (VfB Stuttgart)                             | Heinrich Kwiatkowski (Borussia Dortmund) Heinz Kubsch (FK Pirmasens) |
| Verteidiger   | Erich Juskowiak (Fortuna Düsseldorf) | Georg Stollenwerk (1. FC Köln) Karl-Heinz Schnellinger (1. FC Köln)                                                                                      | Friedel Lutz (Eintracht Frankfurt) Willi Giesemann (FC Bayern München) Werner Olk (SV Arminia Hannover) Jürgen Kurbjuhn (Buxtehuder SV) Walter Zastrau (FC Schalke 04) Günter Seibold (VfB Stuttgart)                      |
| Stopper       | -                                    | Herbert Erhardt (SpVgg Fürth) | Alfred Pyka (Westfalia Herne) Rudolf Hoffmann (VfB Stuttgart) Günter Jäger (Fortuna Düsseldorf) |
| Außenläufer   | Horst Szymaniak (Wuppertaler SV)     | Aki Schmidt (Borussia Dortmund) Helmut Benthaus (Westfalia Herne) Horst Eckel (1. FC Kaiserslautern)                                                     | Karl Mai (FC Bayern München) Jürgen Werner (Hamburger SV) Willi Schulz (Union Günnigfeld) |
| Halbstürmer   | -                                    | Fritz Walter (1. FC Kaiserslautern) Aki Schmidt (Borussia Dortmund) Helmut Haller (BC Augsburg) Rolf Geiger (VfB Stuttgart) Max Morlock (1. FC Nürnberg) | Günter Herrmann (Karlsruher SC) Willi Schröder (Werder Bremen) Helmut Kapitulski (FK Pirmasens) Hans Schäfer (1. FC Köln) Helmut Faeder (Hertha BSC) Klaus Stürmer (Hamburger SV) Albert Brülls (Borussia Mönchengladbach) |
| Rechtsaußen   | -                                    | Helmut Rahn (1. FC Köln) | Erwin Waldner (VfB Stuttgart) Engelbert Kraus (Kickers Offenbach) Heinz Vollmar (1. FC Saarbrücken) |
| Linksaußen    | -                                    | Helmut Rahn (1. FC Köln) | Theo Klöckner (Schwarz-Weiß Essen) Heinz Vollmar (1. FC Saarbrücken) Engelbert Kraus (Kickers Offenbach) Hilmar Weishaar (FK Pirmasens) Bernhard Klodt (FC Schalke 04)                                                     |
| Mittelstürmer | Uwe Seeler (Hamburger SV)            | - | Erwin Stein (Eintracht Frankfurt) |

### Winter 1959/60
Veröffentlicht in der kicker-Ausgabe vom 4. Januar 1960 (1/1960). Die Rangliste bewertet das zweite Halbjahr 1959.
| Position      | Weltklasse                           | Internationale Klasse                                                                                      | Im weiteren Kreis der Nationalelf |
| ------------- | ------------------------------------ | --- | --- |
| Torhüter      | Hans Tilkowski (Westfalia Herne)     | Fritz Herkenrath (Rot-Weiss Essen) Fritz Ewert (1. FC Köln) Günter Sawitzki (VfB Stuttgart)                | Otmar Groh (Viktoria Aschaffenburg) Manfred Eglin (Stuttgarter Kickers) Heinz Kubsch (FK Pirmasens) Horst Schnoor (Hamburger SV) |
| Verteidiger   | Erich Juskowiak (Fortuna Düsseldorf) | Karl-Heinz Schnellinger (1. FC Köln) Georg Stollenwerk (1. FC Köln)                                        | Werner Olk (SV Arminia Hannover) Willi Giesemann (FC Bayern München) Friedel Rausch (Meidericher SV) Friedel Lutz (Eintracht Frankfurt) Hans-Jürgen Bäsler (Tasmania Berlin) Jürgen Kurbjuhn (Buxtehuder SV)                                    |
| Stopper       | -                                    | Herbert Erhardt (SpVgg Fürth)                                                                              | Alfred Pyka (Westfalia Herne) Ferdinand Wenauer (1. FC Nürnberg) Friedel Lutz (Eintracht Frankfurt) Ludwig Landerer (FC Bayern München) |
| Außenläufer   | Horst Szymaniak (Karlsruher SC)      | Helmut Benthaus (Westfalia Herne) Aki Schmidt (Borussia Dortmund)                                          | Willi Schulz (Union Günnigfeld) Dieter Seeler (Hamburger SV) Gerhard Siedl (FC Bayern München) |
| Halbstürmer   | -                                    | Albert Brülls (Borussia Mönchengladbach) Aki Schmidt (Borussia Dortmund) Gerhard Siedl (FC Bayern München) | Hans Schäfer (1. FC Köln) Alfred Horn (FC Bayern Hof) Günter Herrmann (Karlsruher SC) Helmut Kapitulski (FK Pirmasens) Rolf Geiger (VfB Stuttgart) Helmut Faeder (Hertha BSC) Max Morlock (1. FC Nürnberg) Dieter Lindner (Eintracht Frankfurt) |
| Rechtsaußen   | Helmut Rahn (1. FC Köln)             | - | Carl-Heinz Rühl (SC Viktoria Köln) Engelbert Kraus (Kickers Offenbach) Willy Reitgaßl (Karlsruher SC) |
| Linksaußen    | -                                    | - | Heinz Hornig (Rot-Weiss Essen) Gert Dörfel (Hamburger SV) Theo Klöckner (Schwarz-Weiß Essen) Heinz Vollmar (1. FC Saarbrücken) |
| Mittelstürmer | Uwe Seeler (Hamburger SV)            | - | Christian Müller (1. FC Köln) Heinz Strehl (1. FC Nürnberg) Jürgen Schütz (Borussia Dortmund) |